# میکائل غولیان
میکائل جرج "مایک" غولیان (انگلیسی: Michael George "Mike" Goulian; زاده ۴ سپتامبر ۱۹۶۸) خلبان قهرمان ملی آکروجت ارمنی‌تبار اهل ایالات متحده آمریکا است.